# Lespesia robusta
Lespesia robusta là một loài ruồi trong họ Tachinidae.